# Brits kampioenschap rally
Het Brits kampioenschap rally is een jaarlijks kampioenschap in de rallysport, gehouden in Groot-Brittannië. Het kampioenschap wordt onder het toeziend oog van de Motor Sports Association (MSA) georganiseerd en wordt over meerdere rondes verreden om uit te maken wie er kampioen wordt. Het kampioenschap ontstond in 1958 en de serie is sindsdien onafgebroken doorgegaan (met uitzondering van de uitbraak van de mond-en-klauwzeer-epidemie in 2001). Vanwege een herstructurering werd er ook geen kampioenschap gehouden in 2015, maar keerde het in geheel nieuwe vorm terug in 2016. In de jaren zeventig en tachtig namen ook veel internationale rijders uit het wereldkampioenschap rally deel aan dit kampioenschap.

## Lijst van winnaars
| Seizoen | Rijder                                              | Auto                                                |
| ------- | --------------------------------------------------- | --------------------------------------------------- |
| 2019    | Matt Edwards                                        | Ford Fiesta R5                                      |
| 2018    | Matt Edwards                                        | Ford Fiesta R5                                      |
| 2017    | Keith Cronin                                        | Ford Fiesta R5                                      |
| 2016    | Elfyn Evans                                         | Ford Fiesta R5                                      |
| 2015    | Niet gehouden.                                      | Niet gehouden.                                      |
| 2014    | Daniel McKenna                                      | Citroën DS3 R3T                                     |
| 2013    | Jukka Korhonen                                      | Citroën DS3 R3T                                     |
| 2012    | Keith Cronin                                        | Citroën DS3 R3T                                     |
| 2011    | David Bogie                                         | Mitsubishi Lancer Evo IX R4                         |
| 2010    | Keith Cronin                                        | Subaru Impreza STi                                  |
| 2009    | Keith Cronin                                        | Mitsubishi Lancer Evo IX                            |
| 2008    | Guy Wilks                                           | Mitsubishi Lancer Evo IX                            |
| 2007    | Guy Wilks                                           | Mitsubishi Lancer Evo IX                            |
| 2006    | Mark Higgins                                        | Subaru Impreza WRX STi                              |
| 2005    | Mark Higgins                                        | Ford Focus RS WRC 02                                |
| 2004    | David Higgins                                       | Hyundai Accent WRC3                                 |
| 2003    | Johnny Milner                                       | Toyota Corolla WRC                                  |
| 2002    | Johnny Milner                                       | Toyota Corolla WRC                                  |
| 2001    | Niet gehouden i.v.m. de mond-en-klauwzeer-epidemie. | Niet gehouden i.v.m. de mond-en-klauwzeer-epidemie. |
| 2000    | Markko Ipatti                                       | Mitsubishi Lancer Evo VI                            |
| 1999    | Tapio Laukkanen                                     | Renault Mégane Maxi                                 |
| 1998    | Martin Rowe                                         | Renault Mégane Maxi                                 |
| 1997    | Mark Higgins                                        | Nissan Sunny GTI                                    |
| 1996    | Gwyndaf Evans                                       | Ford Escort RS 2000                                 |
| 1995    | Alister McRae                                       | Nissan Sunny GTI                                    |
| 1994    | Malcolm Wilson                                      | Ford Escort RS Cosworth                             |
| 1993    | Richard Burns                                       | Subaru Legacy RS                                    |
| 1992    | Colin McRae                                         | Subaru Legacy RS                                    |
| 1991    | Colin McRae                                         | Subaru Legacy RS                                    |
| 1990    | David Llewelin                                      | Toyota Celica GT-Four                               |
| 1989    | David Llewelin                                      | Toyota Celica GT-Four                               |
| 1988    | Jimmy McRae                                         | Ford Sierra RS Cosworth                             |
| 1987    | Jimmy McRae                                         | Ford Sierra RS Cosworth                             |
| 1986    | Mark Lovell                                         | Ford RS200                                          |
| 1985    | Russell Brookes                                     | Opel Manta 400                                      |
| 1984    | Jimmy McRae                                         | Opel Manta 400                                      |
| 1983    | Stig Blomqvist                                      | Audi quattro A2                                     |
| 1982    | Jimmy McRae                                         | Opel Ascona 400                                     |
| 1981    | Jimmy McRae                                         | Opel Ascona 400                                     |
| 1980    | Ari Vatanen                                         | Ford Escort RS1800                                  |
| 1979    | Pentti Airikkala                                    | Vauxhall Chevette 2300 HSR                          |
| 1978    | Hannu Mikkola                                       | Ford Escort RS1800                                  |
| 1977    | Russell Brookes                                     | Ford Escort RS1800                                  |
| 1976    | Ari Vatanen                                         | Ford Escort RS1800                                  |
| 1975    | Roger Clark                                         | Ford Escort RS1800                                  |
| 1974    | Billy Coleman                                       | Ford Escort RS1600                                  |
| 1973    | Roger Clark                                         | Ford Escort RS1600                                  |
| 1972    | Roger Clark                                         | Ford Escort RS1600                                  |
| 1971    | Chris Sclater                                       | Ford Escort RS1600                                  |
| 1970    | Will Sparrow                                        | Mini Cooper S 1275                                  |
| 1969    | John Bloxham                                        | Lancia Fulvia 1.3 Coupé HF/Ford Escort TC           |
| 1968    | Colin Malkin                                        | Hillman Rallye Imp                                  |
| 1967    | Jim Bullough                                        | Ford Lotus Cortina                                  |
| 1966    | Roy Fidler                                          | Triumph 2000                                        |
| 1965    | Roger Clark                                         | Ford Cortina                                        |
| 1964    | Eric Jackson                                        | Ford Cortina GT                                     |
| 1963    | Tony Fisher                                         | Mini Cooper                                         |
| 1962    | Tony Fisher                                         | Mini Cooper                                         |
| 1961    | Bill Bengry                                         | Volkswagen 1500                                     |
| 1960    | Bill Bengry                                         | Volkswagen 1200                                     |
| 1959    | John Sprinzel                                       | Austin-Healey Sprite                                |
| 1958    | Ron Gouldbourn                                      | Triumph TR3A                                        |